# Паймио
Па́ймио (фин. Paimio швед. Pemar) — город в провинции Исконная Финляндия в губернии Западная Финляндия в непосредственной близости от города Каарина.

## Географическое положение
Паймио — небольшой город недалеко от Турку, расположенный у автомагистрали E 18. В районе города пересекаются два старинных пути — сухопутный по Королевской дороге и водный по реке Паймионйоки (фин. Paimionjoki).

## Достопримечательности
Большинство достопримечательностей Паймио сосредоточено в районе древней церкви Святого Михаила, построенной в 1698 году. Во дворе церкви, окружённой каменной оградой, находится старинное городское кладбище.
В городе также действуют:
- Музей электротехники. Экспозиция посвящена истории производства и использования электроэнергии.
- Этнографический музей.
- Дом-музей Августа Пюёльниитту, представляющий экспозицию жизни учёного-самоучки.

В 1928 году по проекту архитектора Ларса Сонка в городе возведена церковь святого Якоба.

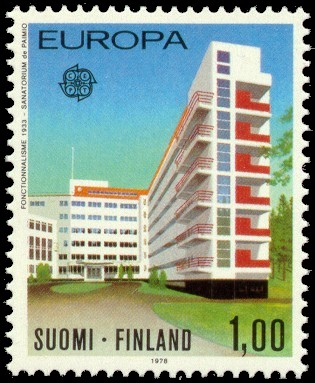
Здание туберкулёзного санатория

Туберкулёзный санаторий в Паймио также является достопримечательностью. Санаторий спроектирован в 1933 году известным финским архитектором Алваром Аалто. Построенный в новом для своего времени северном стиле, санаторий стал мировой сенсацией и находится ныне под охраной Юнеско. О нём говорили[кто?], что это идеальный синтез функциональности, эргономичности и экологичности. С тех пор северный стиль в архитектуре безраздельно властвует в Финляндии и на Скандинавском полуострове.
В окрестностях Паймио находится родовая семейная ферма и сельский музей Хахкапуели (фин. Hahkapueli), где экспонируются орудия сельского труда и предметы быта начала XVIII века.

## Экономика
- В городе действует завод финской компании Amomatic — лидера в области новейших разработок асфальтосмесительных установок.[5]

## Климат
| Показатель                    | Янв. | Фев.  | Март | Апр. | Май  | Июнь | Июль | Авг. | Сен. | Окт. | Нояб. | Дек. | Год |
| ----------------------------- | ---- | ----- | ---- | ---- | ---- | ---- | ---- | ---- | ---- | ---- | ----- | ---- | --- |
| Средний суточный максимум, °C | −2,8 | −2,7  | 0,8  | 7,0  | 14,4 | 18,9 | 22,2 | 20,5 | 15,1 | 8,7  | 3,7   | 0,2  | 8,8 |
| Средний суточный минимум, °C  | −9,4 | −10,3 | −8   | −1,9 | 3,3  | 8,3  | 12,0 | 11,0 | 7,0  | 2,2  | −1,4  | −5   | 0,7 |
| Норма осадков, мм             | 44   | 28    | 24   | 35   | 31   | 46   | 64   | 78   | 65   | 64   | 58    | 51   | 588 |

## Население
На 31 декабря 2022 года в Паймио проживают 11 138 человек: 5550 мужчин и 5588 женщин.
Изменение численности населения по годам:
| Год  | Численность |
| ---- | ----------- |
| 1980 | 8366        |
| 1990 | 9614        |
| 2000 | 9815        |
| 2010 | 10 402      |
| 2020 | 10 922      |
| 2022 | 11 138      |

## Спорт
Новой достопримечательностью города является лыжный туннель «Paippi». 700-метровый трек предоставляет возможность любителям лыж ходить по трассе круглый год.

## Известные уроженцы и жители
- Абдулла Тамми (р.1949) — финский политик

## Города-побратимы
| - Льюнгбю - Ёккеро - Ос | - Зеленогорск - Советский - Аудру |